# Ахлоргидрия
Ахлоргидрия — состояние, при котором в желудочном соке отсутствует соляная кислота.
При этом заболевании нарушается пищеварение в желудке, но поскольку организм компенсирует это за счет более активного переваривания в других отделах пищеварительного тракта, то больной может не отдавать себе отчет о наличии этой болезни.
Согласно современным исследованиям, причиной развития этой патологии могут служить разнообразные фоновые заболевания желудка и других органов. Ахлоргидрия неизбежно возникает при злокачественной анемии. Заболевание встречается у мужчин и женщин всех рас и возрастов, однако чаще всего диагностируется у пожилых людей. Подход к лечению ахлоргидрии зависит от причины, её вызвавших. Обычно терапия состоит в замещении сниженной функции желудка, в симптоматическом лечении.
Ахлоргидрию не следует путать с ахилией желудка, когда в желудочном соке отсутствуют, кроме соляной кислоты, и ферменты. Может быть функциональной или органической при анадении.